# Neil Alexander
Neil Alexander (10 de marzo de 1978) es un exfutbolista escocés que jugaba de portero. Es entrenador de arqueros en el Motherwell Football Club desde 2022.

## Selección nacional
Ha sido internacional con la selección de fútbol de Escocia, ha jugado 3 partidos internacionales.

## Clubes

### Como jugador
| Club                 | País       | Año       |
| -------------------- | ---------- | --------- |
| Stanhousemuir FC     | Escocia    | 1996-1998 |
| Livingston FC        | Escocia    | 1998-2001 |
| Cardiff City         | Gales      | 2001-2007 |
| Ipswich Town         | Inglaterra | 2007-2008 |
| Rangers FC           | Escocia    | 2008-2012 |
| The Rangers FC       | Escocia    | 2012-2013 |
| Crystal Palace       | Inglaterra | 2013-2014 |
| Hearts of Midlothian | Escocia    | 2014-2016 |
| Aberdeen             | Escocia    | 2016-2017 |
| Livingston FC        | Escocia    | 2017-2018 |

### Como entrenador de porteros
| Club                    | País    | Año           |
| ----------------------- | ------- | ------------- |
| Hearts of Midlothian    | Escocia | 2014-2016     |
| Dundee United           | Escocia | 2018-2021     |
| Dunfermline Athletic FC | Escocia | 2022          |
| Motherwell FC           | Escocia | 2022-presente |

## Palmarés

### Campeonatos nacionales
| Título                      | Club            | País    | Año  |
| --------------------------- | --------------- | ------- | ---- |
| Segunda División de Escocia | Livingston FC   | Escocia | 1999 |
| Primera División de Escocia | Livingston FC   | Escocia | 2001 |
| Copa de la Liga de Escocia  | Glasgow Rangers | Escocia | 2008 |
| Copa de Escocia             | Glasgow Rangers | Escocia | 2008 |
| Premier League de Escocia   | Glasgow Rangers | Escocia | 2009 |
| Copa de Escocia             | Glasgow Rangers | Escocia | 2009 |
| Premier League de Escocia   | Glasgow Rangers | Escocia | 2010 |
| Copa de la Liga de Escocia  | Glasgow Rangers | Escocia | 2010 |
| Premier League de Escocia   | Glasgow Rangers | Escocia | 2011 |
| Copa de la Liga de Escocia  | Glasgow Rangers | Escocia | 2011 |